# Río Monday
El Monday es un río del este de Paraguay, que discurre por los departamentos de Caaguazú y Alto Paraná, hasta su desembocadura en el río Paraná a un kilómetro y medio aguas abajo de la confluencia de este con el río Iguazú, en la Triple Frontera, sobre la ciudad de Presidente Franco. Sus principales afluentes son los ríos Capiibary e Guyraungua.
Antes de desembocar en el Paraná, el Monday cae abruptamente en el cañón formado por el Paraná, formando las Cataratas del Monday, de más de 40 metros de altura. Históricamente el río Monday ha tenido un caudal regular y estable hasta la décadas de los 70's permitiendo navegarlo en embarcaciones pequeñas hasta 100 km río adentro. Actualmente el río posee un caudal bastante deteriorado en especial en su curso medio y bajo debido a la insasante deterioro y destrucción de la Selva paranaense que protegía y mantenía el curso del río estable durante todo el año, producto de la expansión de los campos para agricultura extensiva en especial de la soja, trigo, girasol y maíz.
Aun quedan pequeños montes y reservas naturales en parte de sus tramos medios y bajos del río que sirven como refugio de algunos animales que habitaban la antigua selva.
Este río es atravesado por la Ruta 6 en el distrito de Minga Guazú que la recorre de suroeste al noreste del Paraguay. También es atravesado por la Ruta 7 (Paraguay) que fue recategorizado en el año de 2019.
Es junto con el  Río Acaray uno de los cursos de agua más importantes del departamento de Alto Paraná y unos de los ríos que más aportan sedimentos en el margen izquierda del Río Paraná a la altura de la triple frontera en presidente Franco.

## Curso
- km. 0: nace de la confluencia de los ríos Capiibary y Guyraungua. En este trayecto sirve de límite entre los departamentos de Caaguazú y Caazapá.
- Km. 21: trifinio de los departamentos Caaguazú, Caazapá y Alto Paraná. En adelante marca el límite entre estos dos últimos.
- Km. 37: confluencia con el río Ypetí. En adelante fluye íntegramente en Alto Paraná.
- km. 64: confluencia con el arroyo Ycuá Pytá.
- Km. 85: confluencia con el arroyo Loma Piroy.
- Km. 89: confluencia con el arroyo Venecia Guazú.
- Km. 104: confluencia con el arroyo Aca Pytá.
- Km. 109: confluencia con el arroyo Pykypó.
- Km. 120: confluencia con el arroyo Yatay.
- Km. 134: confluencia con el arroyo Simón.
- Km. 175: confluencia con el arroyo Kaí.
- Km. 197: confluencia con el arroyo Santa María.
- Km. 229: Saltos del Monday.
- Km. 237: Desembocadura en el río Paraná.

- Datos: Q5731031
- Multimedia: Monday River / Q5731031